# Fred Hechinger
Fred Hechinger (New York, 2 dicembre 1999) è un attore statunitense.

## Biografia
Fred Hechinger è nato a New York, figlio di Sarah Rozen e Paul Hechinger. Dopo gli studi alla Saint Ann's School, dove è stato compagno di classe di Lucas Hedges e Maya Hawke, ha fatto il suo debutto cinematografico nel 2018 nel film Alex Strangelove.
Nel 2021 interpreta l'adolescente psicopatico Ethan Russell ne La donna alla finestra al fianco di Amy Adams. Nello stesso anno partecipa a due film della trilogia di Fear Street: 1994 e 1666 nel ruolo di Simon Kalivoda/Isaac.
Nel 2024 dà il volto a Dmitri Kravinoff/Camaleonte nel film Kraven - Il cacciatore, diretto da J. C. Chandor, e interpreta l'imperatore Caracalla ne Il gladiatore II, per la regia di Ridley Scott.

## Filmografia

### Cinema
- Alex Strangelove, regia di Craig Johnson (2018)
- Eighth Grade - Terza media (Eighth Grade), regia di Bo Burnham (2018)
- Vox Lux, regia di Brady Corbet (2018)
- Il capitale umano - Human Capital (Humal Capital), regia di Marc Meyers (2019)
- Lasciali parlare (Let Them All Talk), regia di Steven Soderbergh (2020)
- Notizie dal mondo (News of the World), regia di Paul Greengrass (2020)
- La donna alla finestra (The Woman in the Window), regia di Joe Wright (2021)
- Italian Studies, regia di Adam Leon (2021)
- Fear Street Parte 1: 1994, regia di Leigh Janiak (2021)
- Fear Street Parte 3: 1666, regia di Leigh Janiak (2021)
- Butcher's Crossing, regia di Gabe Polsky (2022)
- The Pale Blue Eye - I delitti di West Point (The Pale Blue Eye), regia di Scott Cooper (2022)
- Thelma, regia di Josh Margolin (2024)
- I ragazzi della Nickel (Nickel Boys), regia di RaMell Ross (2024)
- Il gladiatore II (Gladiator II), regia di Ridley Scott (2024)
- Kraven - Il cacciatore (Kraven the Hunter), regia di J. C. Chandor (2024)

### Televisione
- La ferrovia sotterranea  (The Underground Railroad) – miniserie TV, 2 puntate (2021)
- The White Lotus – serie TV, 6 episodi (2021)

## Doppiatori italiani
Nelle versioni in italiano delle opere in cui ha recitato, Fred Hechinger è stato doppiato da:
- Riccardo Suarez in La donna alla finestra, Fear Street Parte 1: 1994, Fear Street Parte 3: 1666, Il gladiatore II, Kraven - Il cacciatore, I ragazzi della Nickel
- Manuel Meli in Notizie dal mondo
- Lorenzo Crisci in Alex Strangelove
- Federico Campaiola in Thelma
- Giulio Bartolomei in The White Lotus
- Davide Perino in Butcher's Crossing